# NGC 1826
NGC 1826 é um aglomerado aberto na direção da constelação de Dorado. O objeto foi descoberto pelo astrônomo James Dunlop em 1826, usando um telescópio refletor com abertura de 9 polegadas. Devido a sua moderada magnitude aparente (+13,3), é visível apenas com telescópios amadores ou com equipamentos superiores. 